# 11756 Geneparker
11756 Geneparker (2779 P-L) là một tiểu hành tinh vành đai chính.